# Arthur Wellesley
El mariscal de camp Arthur Wellesley (Dublín, Irlanda, 1 de maig de 1769 - Walmer, Kent, 14 de setembre de 1852) fou un militar, polític i home d'estat britànic. Sovint és esmentat en la historiografia militar simplement com a Lord Wellington.
Al llarg de la seva vida fou distingit amb diversos títols de noblesa: primer duc de Wellington (1814), primer marquès Douro (1814), primer marquès de Wellington (1812), primer comte de Wellington (1812), primer vescomte Wellington de Talavera (1809) i primer baró Douro (1809) al Regne Unit; primer príncep de Waterloo (1815) als Països Baixos; primer duc de Ciudad Rodrigo, gran d'Espanya (1812) a Espanya; primer duc da Vitória (1812), primer marquès de Torres Vedras (1812) i primer comte de Vimeira (1811) a (Portugal). També fou nomenat cavaller de la Lligacama (1813), cavaller (1804) i Gran Creu (1815) de l'Orde del Bany, Conseller Privat (1812), canceller de la Universitat d'Oxford (1834) i membre de la Royal Society (1847) al Regne Unit; Gran Creu de l'Orde de Maria Theresia (1814) a Àustria, cavaller de l'Orde de l'Elefant (1814) a Dinamarca; cavaller de l'Orde de Sant Gener (1814) i cavaller de l'Orde de Sant Ferran i del Mèrit (1814) al Regne de les Dues Sicílies; cavaller de l'Orde del Toisó d'Or (1812), Creu Llorejada de Sant Ferran (1812) i Gran Creu de la Reial i Militar Orde de Sant Hermenegild (1812) a Espanya; cavaller de l'Orde del Sant Esperit (1814) a França; Gran Creu de l'Orde Reial Güelf (1816) al regne de Hannover; Gran Creu de l'Orde de la Torre i l'Espasa (1811) a Portugal; Gran Creu de l'Orde de Guillem (1815) als Països Baixos; Gran Creu de l'Orde de l'Àguila Vermella (1811) i Gran Creu de l'Orde de l'Àguila Negra (1812) a Prússia; cavaller de l'Orde de Sant Alexandre Nevski (1814), cavaller de l'Orde de Sant Andreu (1814) i Gran Creu de l'Orde de Sant Jordi (1814) a Rússia; Gran Creu de la Reial Orde de l'Espasa (1814) a Suècia, i Gran Creu de l'Orde del Mèrit Militar (1814) al regne de Württemberg.
Wellesley és considerat com una de les principals figures militars i polítiques del segle xix. Procedia d'una família noble (el seu pare va ser el primer comte de Mornington i vescomte Wellesley, i el seu germà gran, que heretaria els títols del seu pare, inicià el marquesat de Wellesley) que el 1789 canvià el cognom Wesley en Wellesley per raons ortogràfiques. Dos dels seus altres germans també van ser investits barons (Maryborough i Cowley). Després d'una brillant carrera a l'exèrcit britànic, la seva destacada actuació en les Guerres Napoleòniques li va valer el grau de mariscal de camp.
Wellesley va comandar les forces aliades durant la Guerra de la Independència, va expulsar l'exèrcit francès d'Espanya i va arribar a envair el sud de França. Victoriós i elevat a la condició d'heroi a Anglaterra, va ser obligat a tornar a Europa per comandar les forces anglo-aliades a la batalla de Waterloo, després de la qual Napoleó Bonaparte va ser exiliat permanentment a Santa Helena. Wellington és comparat sovint amb el primer duc de Malborough, amb el qual compartia moltes característiques, principalment la transició a la vida política després d'una reeixida carrera militar. Wellington va ser primer ministre pel Partit Tory en dues ocasions separades, i va ser una de les principals figures de la Cambra dels Lords fins que es va jubilar el 1846.
El duc de Wellington és considerat com un dels herois més aclamats de la història del Regne Unit. La seva fama iguala o fins i tot supera figures tan grandioses com el vicealmirall Lord Nelson, Winston Churchill o el també mariscal de camp Bernard Montgomery.

## Joventut
Arthur Wesley va néixer a «Mornington House», la residència d'estiu de la seva família a Dublín o bé al castell de Dangan, prop de Trim al Comtat de Meath, que era la residència habitual de la família. Va ser el tercer fill de Garret Wesley, primer comte de Mornington. També la data exacta del seu naixement és motiu de controvèrsia. Tot el que existeix és el registre d'aquest esdeveniment al fitxer d'una església. La data més acceptada és l'1 de maig, però és possible que fos alguns dies abans o després. Va ser batejat com a Arthur Wesley, nom legalment canviat a Arthur Wellesley el març de 1798.
Wellesley va ser educat a Eton entre 1781 i 1785 i el 1787 va entrar a l'exèrcit britànic en 1787. Va estudiar a l'acadèmia militar d'Angers, a França, després d'haver rebut un primer entrenament a Anglaterra. El seu primer destí va ser com a ajudant de camp de dos lords tinents d'Irlanda, successivament, entre 1787 i 1793. Va ser ascendit a tinent el 1788, i dos anys després va ser escollit membre independent del Parlament amb funcions d'enllaç amb la Cambra Irlandesa dels Comuns, posició que va ocupar fins al 1797. Va pujar ràpidament en l'escalafó militar (en moltes ocasions pel procediment de comprar l'ascens, pràctica permesa en aquells temps i, certament, necessària per obtenir certs càrrecs), El 1793 assolí el grau de tinent coronel del 33è Regiment d'Infanteria. Llavors va lluitar als Països Baixos entre 1794 i 1795 i va estar present a la batalla de Boxtel. El seu regiment formava la reserva de les forces del duc de York, que va intentar debades un contraatac contra les forces franceses. Cobrint la retirada de l'exèrcit per evitar que aquest fos assetjat per la cavalleria francesa, va obtenir el seu baptisme de foc.
El 1796, després de ser ascendit a coronel, va acompanyar la seva divisió a l'Índia. L'any següent, el seu germà gran, Richard Wellesley, segon comte de Mornington, va ser nomenat governador general d'aquella colònia i el 1799, quan va esclatar la guerra contra el sultà del Regne de Mysore, Tipu Sultan, Arthur Wellesley va comandar la seva pròpia divisió. Durant l'exercici d'aquestes responsabilitats, va ser nomenat governador de Seringapatam i Mysore, càrrecs que va ocupar fins al 1805. Va vèncer als Maratha el 1803 a Assaye i Angaon i va atacar la fortalesa de Gawilghur. Després de l'èxit final de la campanya, va ser nomenat comandant suprem tant militar com polític en el Deccan, càrrec des del qual va derrotar el cap de bandits Dhundia Wagh (que irònicament s'havia escapat de la presó de Seringapatam durant l'última batalla de la Quarta guerra de Mysore).
El 1804 fou nomenat cavaller de l'Orde del Bany (Knight of the Bath), la qual seria la primera distinció de les moltes que va obtenir durant la seva vida. En acabar el mandat del seu germà com a governador de l'Índia a 1805, tots dos van tornar junts a Anglaterra, on es van veure forçats a defensar la costosa política imperialista de les forces britàniques a l'Índia.
Wellesley va ser escollit representant per Rye a la Cambra dels Comuns, càrrec que ocupà el 1806 durant sis mesos. Un any més tard va ser elegit per Newport, a l'Illa de Wight i ocupà l'escó durant dos anys. En aquest temps es va definir políticament com a «tory», i l'abril de 1807 (mentre era representant per Saint Michael), va ser investit conseller de la corona. A més, va servir com a secretari en cap per a Irlanda durant algun temps. No obstant això, la seva vida política aviat acabaria de manera abrupta i hauria d'embarcar-se cap al continent per participar en les Guerres Napoleòniques.

## Guerres Napoleòniques

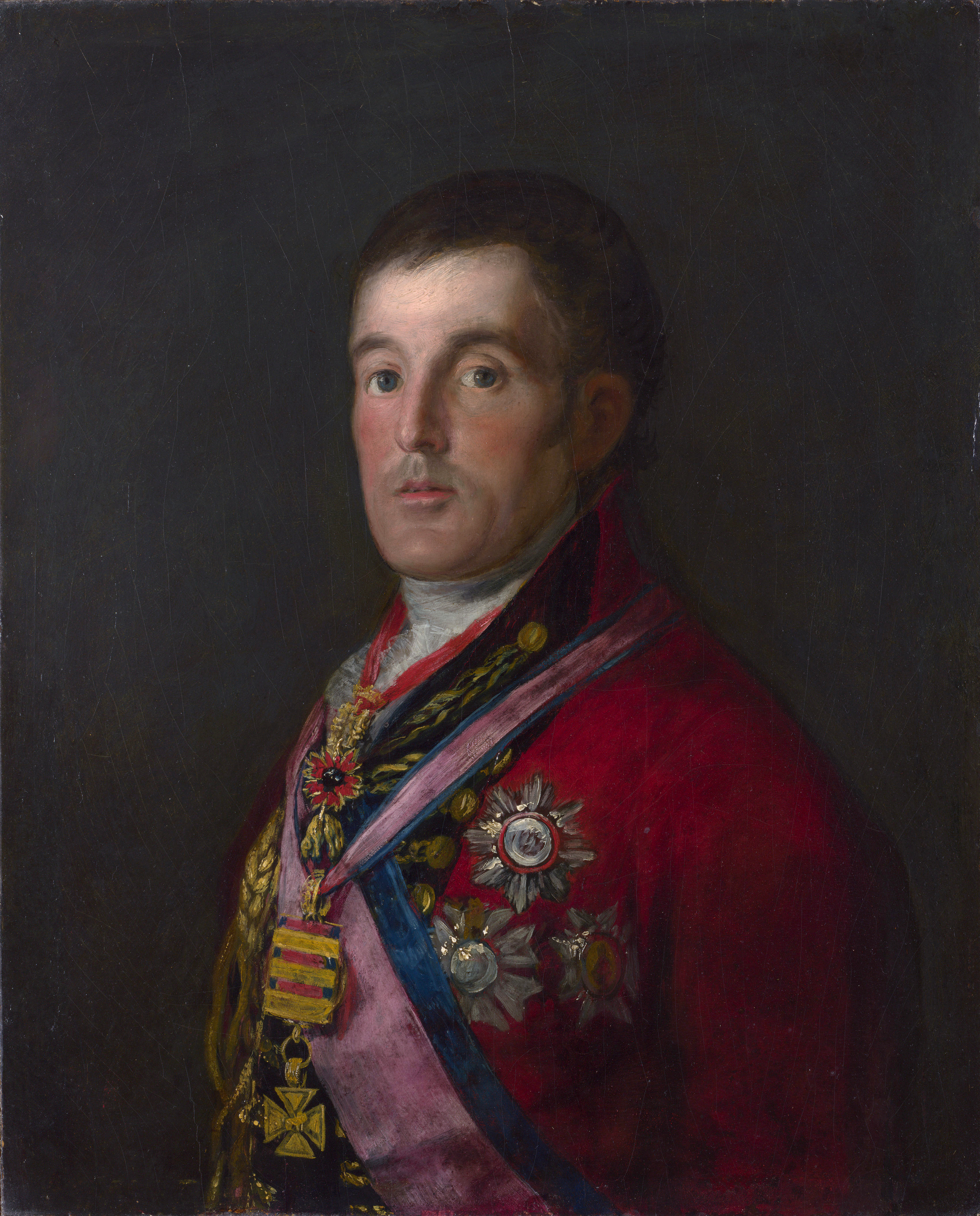
Sir Arthur Wellesley, en un retrat pintat per Francisco de Goya (National Gallery de Londres)

Va ser entre 1808 i 1815 quan Wellesley va dur a terme les gestes que li van atorgar un lloc en la història. Des de 1789, França s'havia vist embolicada en la Revolució, i després d'arribar al govern el 1799, Napoleó havia pres de facto el poder a Europa. El govern britànic buscava opcions per acabar amb l'amenaça de Napoleó, i Wellesley va ajudar a obtenir-les.
Va arribar com a comandant a l'expedició a Dinamarca el 1807, el que aviat li comportà la promoció a tinent general. Fou transferit a la guerra a la península Ibèrica, on va combatre juntament amb William Carr Beresford. Tot i que aquesta guerra no anava massa bé, era l'únic lloc en el qual les forces angleses (i portugueses) havien aconseguit un front en el territori continental amb França i els seus aliats (la desastrosa Expedició Walcheren). Wellesley havia enviat un memoràndum a Lord Castlereagh sobre la defensa de Portugal, i aquest el va nomenar cap de la força expedicionària. Wellesley va derrotar els francesos a la batalla de Roliça i a la batalla de Vimeiro el 1808. Rellevat al comandament de la força expedicionària britànica per Hew Whitefoord Dalrymple, comandant de Gibraltar que va signar la controvertida Convenció de Sintra que estipulava que l'exèrcit britànic transportaria al francès fora de Lisboa amb tot el seu equipament. Wellesley va ser breument reclamat a Anglaterra mentre Napoleó havia arribat a Espanya amb les seves tropes de veterans, i com el comandant en cap Sir John Moore va morir durant la batalla de La Corunya, va ser nomenat nou comandant en cap de totes les forces britàniques a Portugal i tornà a la Península l'abril de 1809.
L'any 1809, Nicolas Jean de Dieu Soult envaeix de nou Portugal i pren Porto el 28 de març, però és aïllat per l'estratègia de contenció emprada pel general Francisco da Silveira. Arthur Wellesley va arribar a Lisboa el 22 d'abril a bord de l'HMS Surveillante, i reforçat, es va dedicar a l'ofensiva. Més preocupat per mirar d'aconseguir el tron de Portugal no aten els consells dels seus oficials i trobant-se aïllat és derrotat en la segona batalla de Porto per Wellington, iniciant una retirada, desastrosa, per les muntanyes perseguit per William Carr Beresford i Silveira. El 27 de juliol de 1809 va derrotar a un dels exèrcits del rei Josep Bonaparte (el germà gran de Napoleó) a la Batalla de Talavera. Per aquest èxit va ser ascendit a l'estatus nobiliari amb el títol de vescomte de Wellington, de Talavera i de Wellington al Comtat de Somerset.
Quan els francesos van envair de nou Portugal en 1810, els va aturar a la batalla de Buçaco, bloquejant posteriorment i impedint que prengués la península de Lisboa gràcies a les seves magníficament construïdes línies terrestres de defensa a Torres Vedras, juntament amb la protecció marítima de l'Armada Reial Britànica. Les aclaparades i famolenques forces franceses d'invasió es van retirar al cap de sis mesos. El 1811 Wellesley va expulsar definitivament França de Portugal, lluitant en les batalles de Fuentes de Oñoro i La Albuera. El maig de 1811 va ser ascendit a capità general pels seus serveis a Portugal.
Ja dins d'Espanya, va tornar a derrotar els francesos a la batalla dels Arapiles i arribà a Madrid el 1812. Sobre aquesta època va ser fet comte de Wellington. El contraatac francès va col·locar les forces angleses en una situació precària, però Lord Wellington va prendre el comandament de totes les aliades a Espanya, al mateix temps que era nomenat marquès de Wellington el 3 d'octubre. Traient avantatge de la retirada de gran part de l'exèrcit francès per participar en la desastrosa campanya russa de Napoleó, Wellington va prendre l'ofensiva el 1813, culminant aquesta en la batalla de Vitòria, que va expulsar l'enemic de tornada a França, acció per la qual va ser ascendit a mariscal de camp. A Vitòria es va apoderar d'importants quadres que Josep Bonaparte volia treure del país; Wellington se'ls quedaria amb l'aprovació del nou rei Ferran VII i actualment es conserven a la seva mansió de Londres, Apsley House.
Després Wellington envaí França, on lliurà les batalles del riu Nivelle, Nive i Ortès, tot i que va ser derrotat per les forces franceses a Tolosa. Poc després d'aquesta batalla, Napoleó va ser exiliat a l'illa d'Elba el 1814.
Aclamat com heroi i conqueridor, Wellesley va ser fet duc de Wellington, títol que encara tenen els seus descendents. Va ser nomenat ambaixador a la França de Lluís XVIII i va prendre el lloc de Lord Castlereagh com a Primer Plenipotenciari al Congrés de Viena, on va advocar amb força per permetre a França de mantenir el seu lloc en l'equilibri de poders a Europa. El 2 de gener de 1815, el seu títol de Cavaller del Bany es va convertir en el de Cavaller de Gran Creu a causa de l'expansió d'aquest orde.
El 26 de febrer de 1815, Napoleó va abandonar el seu exili a Elba per tornar a França i reprengué el control del país al maig. Wellington va encapçalar llavors la reforma de l'aliança contra l'emperador. Va deixar Viena per comandar les forces aliades en la campanya de Waterloo i se situà a Bèlgica juntament amb les tropes prussianes de Gebhard Leberecht von Blücher. Primer lluità a la batalla de Quatre Bras, per tornar quatre dies més tard a enfrontar-se a Napoleó a la batalla de Waterloo, on aquest va ser definitivament derrotat, obligat a abdicar de nou el 22 de juny i deportat posteriorment a la llunyana illa de Santa Helena.

## La seva vida posterior

Armes del duc de Wellington

La política li va resultar novament d'utilitat en 1819, quan Wellington va ser nomenat general en cap d'Artilleria durant el govern «tory» de Lord Liverpool. Quan Nicolau I de Rússia va succeir a Alexandre I de Rússia el desembre de 1825, George Canning va decidir actuar immediatament enviant Wellington a Rússia, i el resultat va ser el Protocol de Sant Petersburg del 4 d'abril de 1826 pel qual les dues potències van acordar mediar entre otomans i grecs sobre la base de l'autonomia completa de Grècia sota sobirania turca. El 1827 va ser nomenat comandant en cap de l'exèrcit britànic, càrrec que conservaria durant la resta de la seva vida, exceptuant el seu període com a primer ministre. Juntament amb Robert Peel, Wellington es va convertir en una de les estrelles del partit tory, i el 1828 va arribar a ser primer ministre.
Com a cap del govern va ser el rostre de la facció ultraconservadora, encara que, estranyament, un dels punts del seu programa era l'emancipació de l'Església Catòlica i la garantia de pràcticament tots els drets civils per als catòlics del Regne Unit. El canvi estava forçat per l'aclaparadora victòria electoral de Daniel O'Connel, un activista per la llibertat dels catòlics que havia estat elegit tot i no tenir el dret legal per seure al Parlament. Lord Winchilsea va acusar el duc de Wellington d'«haver traçat perillosament la destrucció de la constitució protestant». Wellington va respondre immediatament a l'acusació desafiant Winchilsea en un duel. El 21 de març de 1829, Wellington i Winchilsea es van trobar en els camps de Battersea, encara que quan va arribar el moment de disparar, el Duc va apuntar deliberadament lluny del seu oponent, i Winchilsea va disparar a l'aire. Posteriorment aquest va escriure al duc per disculpar-se. A la Cambra dels Lords, i tot fent front a una tensa oposició, Wellington va parlar a favor de l'emancipació catòlica, pronunciant un dels millors discursos de la seva carrera. L'Acta d'Emancipació Catòlica va ser aprovada amb una majoria de 105 vots.
El govern de Wellington va caure el 1830. L'estiu i la tardor d'aquest any, una onada de revoltes va escombrar el país. Els «whigs» havien estat fora del poder des de 1770 llevat d'uns pocs anys, i van veure la reforma política en resposta al malestar popular com a clau per al seu retorn. Wellington va atacar la política tory de no reformar ni expandir els drets, i com a resultat d'això va perdre una moció de censura el 15 de novembre de 1830. Fou substituït com a primer ministre per Lord Grey.
El partit «whig» va introduir la primera Acta de Reforma, però Wellington i els «tories» van lluitar per impedir que fos aprovada. El projecte anà endavant a la Cambra dels Comuns, però va ser rebutjat a la Cambra dels Lords. A continuació, i com a resposta directa a això, es van celebrar unes eleccions que van atorgar al partit «Whig» una majoria encara més àmplia. Es va introduir una segona Acta de Reforma que va ser rebutjada de la mateixa manera, i una altra onada de revoltes va assolar el país. Durant aquest temps, Wellington va ser rebut de forma hostil per la població durant la inauguració del ferrocarril entre Liverpool i Manchester, i finalment la reforma va ser aprovada després de l'amenaça del partit «whig» de segrestar la Cambra dels Lords amb els seus membres dins. Malgrat l'aprovació, Wellington mai no va estar d'acord amb el canvi. Quan el Parlament es va reunir després de les primeres sota la nova reforma, es conta que Wellington va dir: «Mai vaig veure tants barrets dolents i xocants en la meva vida». En aquells dies, Wellington ja estava sent substituït gradualment per Robert Peel com a líder del partit tory. Quan aquest va tornar al poder el 1834, Wellington va declinar assumir el lloc de primer ministre, i Peel va ser elegit al seu lloc. Malauradament, Peel es trobava de viatge a Itàlia, i durant tres setmanes, entre novembre i desembre de 1834, Wellington va actuar com a vigilant del govern, prenent les responsabilitats de primer ministre i de la majoria dels altres ministeris. En el primer govern de Peel (1834-1835), Wellington va ser nomenat ministre d'Exteriors, i en el segon (1841-1846) va ser ministre sense cartera i cap de la Cambra dels Lords.
Wellington es va retirar de la vida política el 1846, encara que va retenir el seu lloc de comandant en cap de l'exèrcit. Va tornar breument a la llum pública el 1848, quan va ajudar a organitzar les forces de protecció de Londres durant l'any de la revolució europea. Va morir el 1852 i va ser enterrat en un sarcòfag d'un rar granit anomenat luxulyanita a la Catedral de St. Paul de Londres.
El 1838, la proposta d'erigir una estàtua de Wellington es va concretar en la construcció d'una gegantina estàtua eqüestre que va ser inaugurada a Constitution Hill, a Londres, just davant de la seva antiga llar de Londres (Apsley House), el 1846. A causa de l'enorme escala del monument, de 40 tones i 10m d'alçada, va ser retirada el 1883 i l'any següent va ser transportada a Aldershot (Hampshire), on encara roman, prop de l'església de la guarnició real.